# アウンゼーヤ (フリゲート)
アウンゼーヤ（英: UMS Aung Zeya, F-11）は、ミャンマー海軍が保有するフリゲート。中華人民共和国または北朝鮮の技術支援によってヤンゴンの海軍工廠で建造された。艦名は後にコンバウン王朝の初代国王になったモーソーポ集落の首長アウンゼーヤにちなむ。

## 設計
設計面では、北朝鮮の南浦造船設計事務所が国外用に販売していた全長108ｍの2,500ｔ級艦艇がベースだと推測されている。本艦では、艦尾甲板をヘリコプター甲板としているものの、艦載ヘリコプターのための格納庫はもたない。
レーダーとしては、インドのバラート･エレクトロニクス社製RAWL-02を主檣に設置するほか、日本の古野電気製航法用レーダーも備えている。
対艦兵器としては、4連装発射筒を2基備えており、当初は金星3艦対艦ミサイルを搭載していたが、後にC-802艦対艦ミサイルに換装されている。一方、対潜兵器としては、対潜ロケット砲を備えているとする説と、324mm3連装短魚雷発射管を備えているとする説がある。
艦砲は76mm単装速射砲を装備しており、後日レーダー反射断面積を軽減させる形状をしたステルス型外殻に換装している。CIWSとして、6砲身ガトリング砲を装備したAK-230を艦橋直前両舷と後部上部構造物両舷に計4基備えている。また北朝鮮製の14.5mmガトリング砲を艦橋側部両舷に計2基備えている。
対空兵器としてMANPADSを転用した北朝鮮製の小型近SAM発射機を艦首甲板に1基備えている。

## 艦歴
「アウンゼーヤ」はヤンゴンのミャンマー海軍工廠で2006年に起工され、2011年12月に就役した。
本級を基にした発展型のチャンシッター級フリゲートが2014年から就役を開始しており、ジェーン海軍年鑑ではこちらも本艦の同型艦として扱っている。